# Raccolta firme
Una raccolta firme, o raccolta di firme, è un'operazione in cui un gruppo di cittadini raccoglie firme autografe per presentare una petizione o una richiesta di referendum, o per altri motivi.